# KeepSync
KeepSync （キープシンク）は、株式会社クエスト・ワンが開発・販売する異なる種類、異なる拠点間にあるデータベースの同期をするアプリケーションである。
同期元データベースのネットワークセグメントに配置されたKeepSync Clientが同期元と同期先のデータベースの差分を検出しKeepSync Serverに送信する。
KeepSync Serverは受信した差分データを同期先データベースに反映する。
この一連の動作を繰り返すことにより、データベースの同期状態の維持を可能とする。

## 特徴
- OracleやMicrosoft SQL Server、DB2などの異なる種類のデータベースのデータ同期が可能
- 異なるネットワークセグメントに配置されているデータベースのデータ同期が可能
- 差分データのみを検出・送信するため、ネットワークトラフィックへの影響が少ない
- 差分データ送信時に何らかの障害が発生し同期が完了しない場合も、次回のデータ同期時に前回の同期できなかったデータが差分データと検出されるため、特別なリカバリー処理することなくデータ同期が可能

## 適用事例
- ディザスタ対策
- データバックアップ
- データベース移行
- 連結決算システムにおけるデータ集信インフラ
- 企業間、システム間におけるデータ連携インフラ

## 実行環境

### KeepSync Client
- Windows 2000 Server/Professional、Windows XP Professional、Windows Server 2003
- .NET Framework 2.0
- KeepSync Client を導入するパソコンから同期元データベースサーバーに対してアクセスが可能であること
- KeepSync Server に対して80番または443番ポートのアウトバウンド接続が可能であること

### KeepSync Server
- Windows 2000 Server/Professional、Windows XP Professional、Windows Server 2003
- .NET Framework 2.0
- IIS4.0以降
- KeepSync Server を導入するパソコンから同期先データベースサーバーに対してアクセスが可能であること
- KeepSync Client からの80番または443番ポートのインバウンド接続が可能であること